# Pogłębiona analiza sensoryczna
Pogłębiona analiza sensoryczna (IDSA, ang. In-depth Sensory Analysis) – metoda badań sensorycznych (olfaktometrycznych) stosowana w celu poznania podświadomych reakcji na zapachy. Polega na skoordynowanym w czasie pomiarze, uwzględniającym:
- rytm i głębokość oddechu
- pauzę oddechową
- reakcję skórno-galwaniczną
- napięcie mięśni twarzy, zaangażowanych w wyrażanie emocji
- bioelektryczne czynności mózgu, związane z emocjami.

W badaniu wykorzystuje się olfaktometr – przyrząd, który podaje badanemu próbkę zapachową rozpyloną w strumieniu czystego powietrza, oraz aparaturę służącą do pomiaru rekcji psychofizjologicznych (pulsu, reakcji skórno-galwanicznej GSR), która z kolei monitoruje i rejestruje podświadome reakcje zachodzące w tym czasie w jego organizmie. W czasie badania prowadzi się także rejestrację bioelektrycznych czynności mózgu z wykorzystaniem elektroencefalografu (EEG) elektroolfaktografu (EOG), elektromiografu (EMG) lub funkcjonalnego magnetycznego rezonansu jądrowego (FMRI).
Autorem IDSA jest Instytut Analizy Sensorycznej, specjalizujący się w zakresie badań sensorycznych, psychofizjologicznych i eyetrackingowych. Pracownicy ISA od 2004 roku prowadzą badania naukowe związane z percepcją zapachową, a także laboratoryjne i deklaratywne badania marketingowe w tym obszarze. Metoda IDSA została opracowana w 2010 r. i od tej pory jest wykorzystywana głównie do realizacji badań naukowych związanych z emocjonalną reakcją na zapachy. Obecnie trwają prace nad wdrożeniem tej metody w badaniach marketingowych takich elementów jak np. logo zapachowe, zapachy produktów oraz te, wykorzystywane we wnętrzach sklepowych.

## Przebieg badania
Analizowany zapach lub zapachy zostają rozpylone w powietrzu za pomocą olfaktometru. Moment podania próbki zapachu nie jest przypadkowy, ale powiązany z rytmem i głębokością oddechu osoby badanej (ustalany dla każdego w sposób indywidualny), a także poziomem jej odprężenia (puls, GSR, ew. EEG/EMG/fMRI). Zapachy rozpylane są z różną intensywnością i poddawane ocenie najczęściej w kilku seriach badania. Badanie odbywa się w warunkach laboratoryjnych (laboratorium ISA), zapewniających deprywację sensoryczną i możliwość kontrolowania bodźców zapachowych. W metodzie stosuje się także klasyczny dla analizy sensorycznej wywiad lub ankietę, polegające na deklaratywnej ocenie próbek zapachowych. Wyniki otrzymane w ten sposób są następnie weryfikowane i pogłębiane przy wykorzystaniu metod i technik z obszaru socjologicznych badań jakościowych (IDI, FGI).

## Zastosowanie
Metoda IDSA wykorzystywana jest głównie w badaniach naukowych: przetwarzania zapachów o różnej wartości emocjonalnej, nieświadomych reakcji na zapachy, czasu rekcji na zapachy. Jej zaletą jest powtarzalność i możliwość weryfikacji wyników. Dzięki temu IDSA jest w stanie przyczynić się do poszerzenia wiedzy w zakresie funkcjonowania zmysłu węchu. Wydaje się to tym bardziej ważne, że nawet niewyczuwalny zapach okazuje się mieć wpływ na zachowania ludzi i podejmowane przez nich decyzje. Metoda IDSA znajduje również zastosowanie w badaniach marketingowych. W tym wypadku dostarcza wiedzy o rzeczywistych reakcjach na bodźce zapachowe i pozwala poznać preferencje zapachowe konsumentów. Wiedza ta jest następnie wykorzystana na etapie projektowania lub modyfikacji produktów i usług, w wypadku których zapach odgrywa znaczącą rolę (produkty spożywcze, kosmetyczne, zapach rozprowadzony we wnętrzach sklepowych).

## Zalety
IDSA to metoda, która pozwala na poznanie rzeczywistych reakcji i preferencji związanych z odczuwanym zapachem. Przy spełnieniu postulatu triangulacji metod badawczych, pozwala uniknąć błędów, które mogłyby wynikać w tym wypadku z ograniczeń badań deklaratywnych.

## Historia
Złożone badania z zakresu emocjonalnej i fizjologicznej reakcji na zapachy prowadzone są od niedawna. Do tej pory większość z nich sprowadzała się do oceny poszczególnych zapachów w wymiarach: „przyjemny-nieprzyjemny” (jakość hedoniczna) oraz „silny-słaby” (testy psychofizyczne). Z czasem wykazano jednak rozbieżności pomiędzy nieświadomymi reakcjami emocjonalnymi na zapachy oraz świadomymi ocenami afektywnymi tych zapachów, zwłaszcza w wypadku zapachów o negatywnej konotacji emocjonalnej (Alaoui-Ismaili, Robin, Rada, Dittmar, Vernet-Maury, 1997).
Za klasyczne w tym zakresie uważa się badania M. Bensafiego (2002). Porównano w nich czas reakcji na dwa odmienne zapachy - indol i wanilinę oraz ocenę emocjonalną tych zapachów. Badanych poproszono o dokonanie oceny intensywności zapachu oraz dokonanie jego oceny afektywnej. Okazało się, że czas rekcji dla nieprzyjemnego zapachu był istotnie krótszy niż dla przyjemnego. Stwierdzono jednocześnie, że różnice te są szczególnie wyraziste przy podawaniu zapachu do prawego nozdrza, czyli prawej do półkuli mózgu. Można więc przypuszczać, że odkodowywanie negatywnego afektu wywołanego przez zapach jest skuteczniejsze w wypadku prawej półkuli, co daje się wyjaśnić jako zachowanie obronne, czyli szybkie przetwarzanie wskazówki niebezpieczeństwa.
Inne badania Bensafiego (2003) dotyczyły sposobu przetwarzania zapachów o różnej wartości emocjonalnej (przyjemnych, nieprzyjemnych i neutralnych). Badani mieli za zadanie rozpoznać zapach, określić czy jest im znajomy, następnie ocenić jego intensywność i to, czy jest dla nich przyjemny. Badani byli przy tym proszeni o jak najszybsze wykonanie tych czynności. Co istotne, kolejność wykonywanych zadań dla każdego badanego była inna. W każdym rodzaju zadania wszystkim badanym prezentowano trzy zapachy (przyjemny, nieprzyjemny i neutralny). Okazało się, że zapachy nieprzyjemne były oceniane szybciej niż przyjemne i neutralne, a efekt ten był szczególnie silny w wypadu podawania zapachu do prawego nozdrza oraz w trakcie oceny afektywnej.